# Nagyágit
Nagyágit eller Bladmalm är ett guldhaltigt sulfosalt Pb5Au(Te,Sb)4S(5–8). Mineralet har betraktats som en förening mellan guldtellurid och blytellurid. Nagyágit kristalliserar rombiskt i bladiga aggregat av svartgrå färg.
Nagyágit har en hårdhet enligt Mohs hårdhetsskala på 1-1,5, och en densitet på 7 350-7 490 kg/m3. Nagyágit är en viktig guldmalm med en halt av 6-13 procent guld. 

## Förekomst
Nagyágit förekommer i epitermiska hydrotermiska ådror  tillsammans med andra guldtellurider vid Rika (Săcărâmb, Nagy-ág) i Rumänien där den beskrevs första gången 1845, samt i Colorado.
Mineraler förknippade med nagyágit är altait, petzit, stutzit, sylvanit, tellurantimon, coloradoit, krennerit, inhemsk arsenik, naturligt guld, proustit, rhodochrosite, arsenopyrit, sfalerit, tetraedrit, kalaverit och tellurobismuth.